# Roberto Gayón
Roberto Gayón Márquez (Mexikóváros, 1905. január 1. –?) mexikói labdarúgócsatár.

## Válogatott
Gayón két találkozón lépett pályára Mexikó nemzeti színeiben az 1930-ban, Uruguayban megrendezett világbajnokságon és egy találat fűződik a nevéhez, melyet az argentin válogatott elleni mérkőzés 75-ik percében jegyzett.
| #  | Dátum            | Helyszín                                    | Ellenfél  | Gól | Eredmény | Rendezvény   |
| -- | ---------------- | ------------------------------------------- | --------- | --- | -------- | ------------ |
| 1. | 1930. július 16. | Estadio Parque Central, Montevideo, Uruguay | Chile     | –   | 0–3      | 1930 Uruguay |
| 2. | 1930. július 19. | Estadio Centenario, Montevideo, Uruguay     | Argentína | Gól | 3–6      | 1930 Uruguay |

## Sikerei

### Klub
- 1-szeres mexikói bajnok:
  - Club América: 1928